# Саравека
Саравека (Saraveca) — мёртвый аравакский язык, на котором раньше говорил народ сараве, проживающий в восточных джунглях северо-восточной части провинции Веласко департамента Санта-Крус в Боливии. Они говорят на единственном языке с системой счисления, основанной исключительно на 5, хотя на самом деле пятеричная система не является редкостью. В некоторой степени это также ареальная функция из других языков Южной Америки; многие формируют свои числа 6-9 как «пять + один», «пять + два» и так далее. В 1962 году большинство из них перешли на язык чикитано.